# Judaísmo ortodoxo moderno

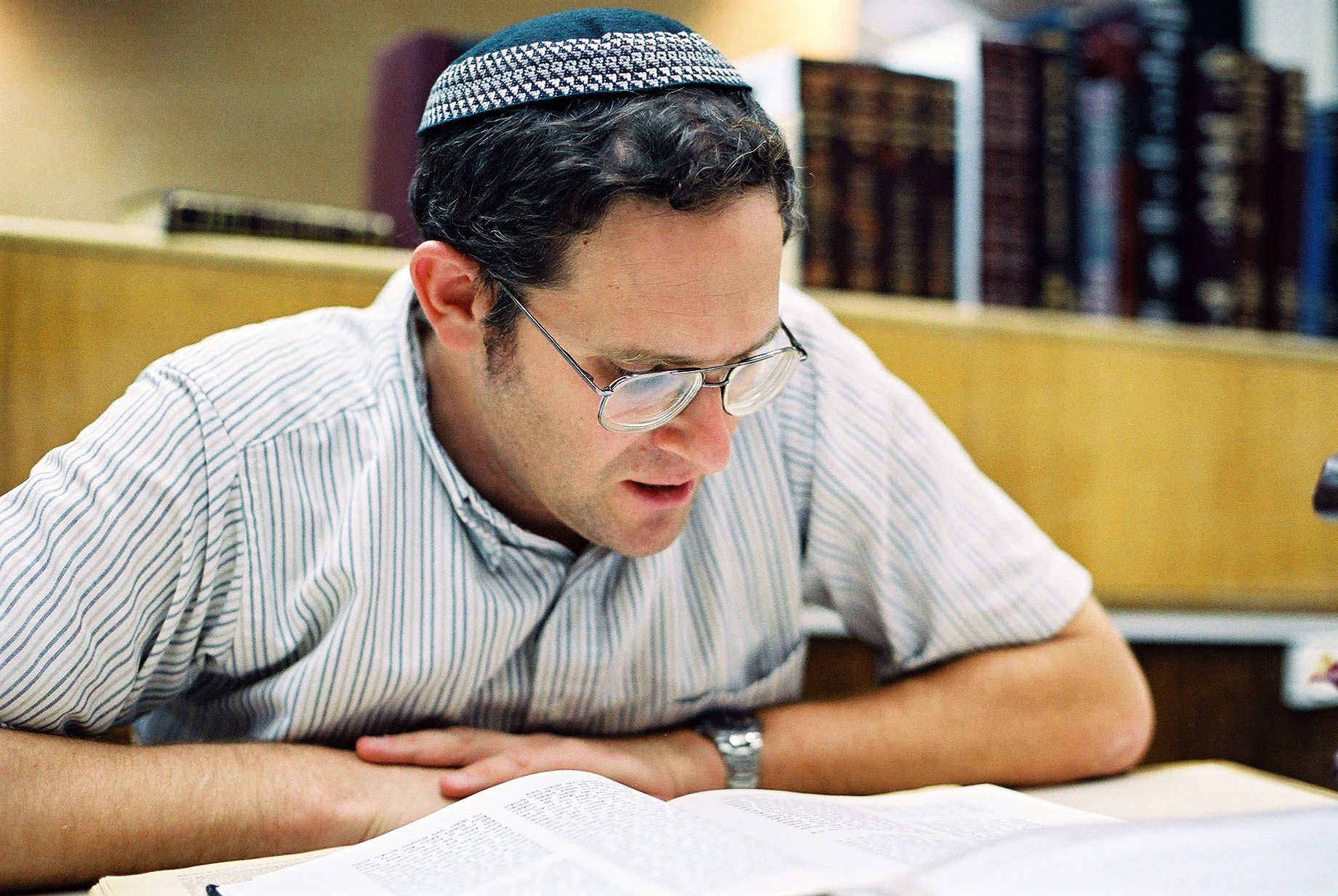
Rabino Moshe Lichtenstein, un rabino ortodoxo moderno, Rosh Yeshiva de la Yeshiva Har Etzion

El judaísmo ortodoxo moderno (en hebreo: יהדות אורתודוקסית מודרנית) (transliterado: Yahadut Ortodoxit Modernit ) es un movimiento dentro del judaísmo ortodoxo que trata de encontrar un balance entre los valores judíos y la observancia de la ley judía con el mundo laico y moderno. La ortodoxia moderna se basa en varias enseñanzas religiosas y filosofías, si bien mantiene en común con el resto del judaísmo ortodoxo en que considera al Shulján Aruj como normativo.
Sin embargo, en los Estados Unidos y en general en el mundo occidental, domina la "ortodoxia centrista", basada en la filosofía de  Torá Umadá ("la Torá y el conocimiento [científico]"). En Israel, el movimiento ortodoxo moderno está dominado por el sionismo religioso; sin embargo, aunque no idénticos, estos movimientos comparten muchos de los mismos valores y muchos de los seguidores.